# Görsdorf (Schalkau)
Görsdorf ist ein Weiler vom Ortsteil Emstadt von Schalkau im Landkreis Sonneberg in Thüringen.

## Lage
Das kleine Bauerndorf war und ist ein Grenzort. Es liegt an der Grenze zu Bayern. Der ehemalige Bahnhof der Werrabahn  steht schon auf bayerischem Gebiet. Schalkau liegt nordöstlich vom Weiler und ist über die Kreisstraßen 22 und 23 erreichbar.

## Geschichte
1180 ist der Ort erstmals urkundlich als Görelsdorf erwähnt worden.
Ab 1528 gehörte Görsdorf zum Rottenbacher Kirchensprengel. 1781 bestanden in dem Ort 15 Güter. 1857 hatte der Ort 12 Schulkinder und 101 Einwohner, die in 17 Wohnhäusern lebten. 71 Einwohner lebten Anfang des 21. Jahrhunderts im Weiler.
Am 1. Juli 1950 wurde Görsdorf zusammen mit Truckendorf in die Gemeinde Emstadt eingegliedert. 1994 wurde Emstadt nach Schalkau eingemeindet.
In den 1980er Jahren wurde um Görsdorf eine Grenzmauer errichtet, die auch als Sichtblende diente. Das Grenzdenkmal in Görsdorf wurde im Jahr 2005 durch das Deutsche Kuratorium zur Förderung der Wissenschaft und Bildung und Kultur e. V. saniert.

## Dialekt
In Görsdorf wird Itzgründisch, ein mainfränkischer Dialekt, gesprochen.